# Клиентский опыт
Клиентский опыт (от англ. Customer Experience)   —  совокупность когнитивных, аффективных, сенсорных и поведенческих реакций потребителей на всех этапах процесса потребления, включая этапы до покупки, потребления и после покупки.  
Пайн и Гилмор описывают фокусированную на клиентском опыте, включающем запоминающиеся события, «экономику впечатлений» как следующий уровень развития экономики после экономики, основанной на  товарном производстве, и экономики товаров и услуг.  
Различные измерения клиентского опыта включают чувства, эмоции, чувства, восприятие, когнитивные оценки, вовлеченность, воспоминания, а также духовные компоненты и поведенческие намерения. Опыт ожидания перед потреблением можно описать как количество удовольствия или неудовольствия, полученного от смакования будущих событий, в то время как запомненный опыт связан с воспроизведением воспоминаний о предыдущих событиях и опыте использования продукта или услуги.  

## Определения
Forbes определяет клиентский опыт как «совокупное влияние нескольких точек соприкосновения» в ходе взаимодействия клиента с организацией. 
По мнению Бернда Шмитта, «термин «Управление клиентским опытом» представляет собой дисциплину, методологию и / или процесс, используемые для всестороннего управления многоканальным воздействием, взаимодействием и транзакциями клиента с компанией, продуктом, брендом или услугой». 